# ISO 3166-2:PA
- ISO 3166-2

ISO 3166-2:PA é a entrada para o Panamá no ISO 3166-2, parte do padrão ISO 3166 publicado pela Organização Internacional para Padronização (ISO), que define códigos para os nomes das principais subdivisões (ex., províncias ou estados) para todos países codificados no ISO 3166-1.
Atualmente, para o Panamá, os códigos ISO 3166-2 são definidos por 9 províncias e três regiões indígenas.
Cada código é composto por duas partes, separadas por um hífen. A primeira parte é PA, o código ISO 3166-1 alfa-2 do Panamá.
A segunda parte é uma das seguintes:
- um dígito (1–9): províncias
- duas letras: regiões indígenas

Os códigos para as províncias estão atribuídos em ordem alfabética tradicional espanhola.

## Códigos atuais
Nomes de subdivisões são listados como na norma ISO 3166-2 publicada pela Agência de Manutenção ISO 3166 (ISO 3166/MA).
Clique no botão no cabeçalho da coluna para classificar cada um.
| Código | Nome da subdivisão | Categoria da subdivisão |
| ------ | ------------------ | ----------------------- |
| PA-1   | Bocas del Toro     | província               |
| PA-4   | Chiriquí           | província               |
| PA-2   | Coclé              | província               |
| PA-3   | Colón              | província               |
| PA-5   | Darién             | província               |
| PA-6   | Herrera            | província               |
| PA-7   | Los Santos         | província               |
| PA-8   | Panamá             | província               |
| PA-9   | Veraguas           | província               |
| PA-EM  | Emberá             | região indígena         |
| PA-KY  | Kuna Yala          | região indígena         |
| PA-NB  | Ngöbe-Buglé        | região indígena         |

## CMudanças
As alterações a seguir à entrada foram anunciadas em boletins pela ISO 3166/MA desde a primeira publicação da norma ISO 3166-2 em 1998:
| Boletim      | Data de emissão | Descrição da mudança no boletim                             | Código/Mudança na subdivisão                                                                                |
| ------------ | --------------- | ----------------------------------------------------------- | --- |
| Boletim II-2 | 2010-06-30      | Atualização da estrutura administrativa e da fonte da lista | Subdivisões adicionadas: PA-EM Emberá PA-NB Ngöbe-Buglé Códigos: PA-0 Comarca de San Blas → PA-KY Kuna Yala |